# Bussy-le-Grand
Bussy-le-Grand ist eine französische Gemeinde mit 306 Einwohnern (Stand: 1. Januar 2022) im Département Côte-d’Or in der Region Bourgogne-Franche-Comté. Sie gehört zum Arrondissement Montbard und zum gleichnamigen Kanton.
Nachbargemeinden sind Lucenay-le-Duc im Nordwesten, Étormay im Nordosten, La Villeneuve-les-Convers im Osten, Darcey im Südosten, Grésigny-Sainte-Reine im Süden, Ménétreux-le-Pitois im Südwesten und Éringes im Westen.

## Weblinks

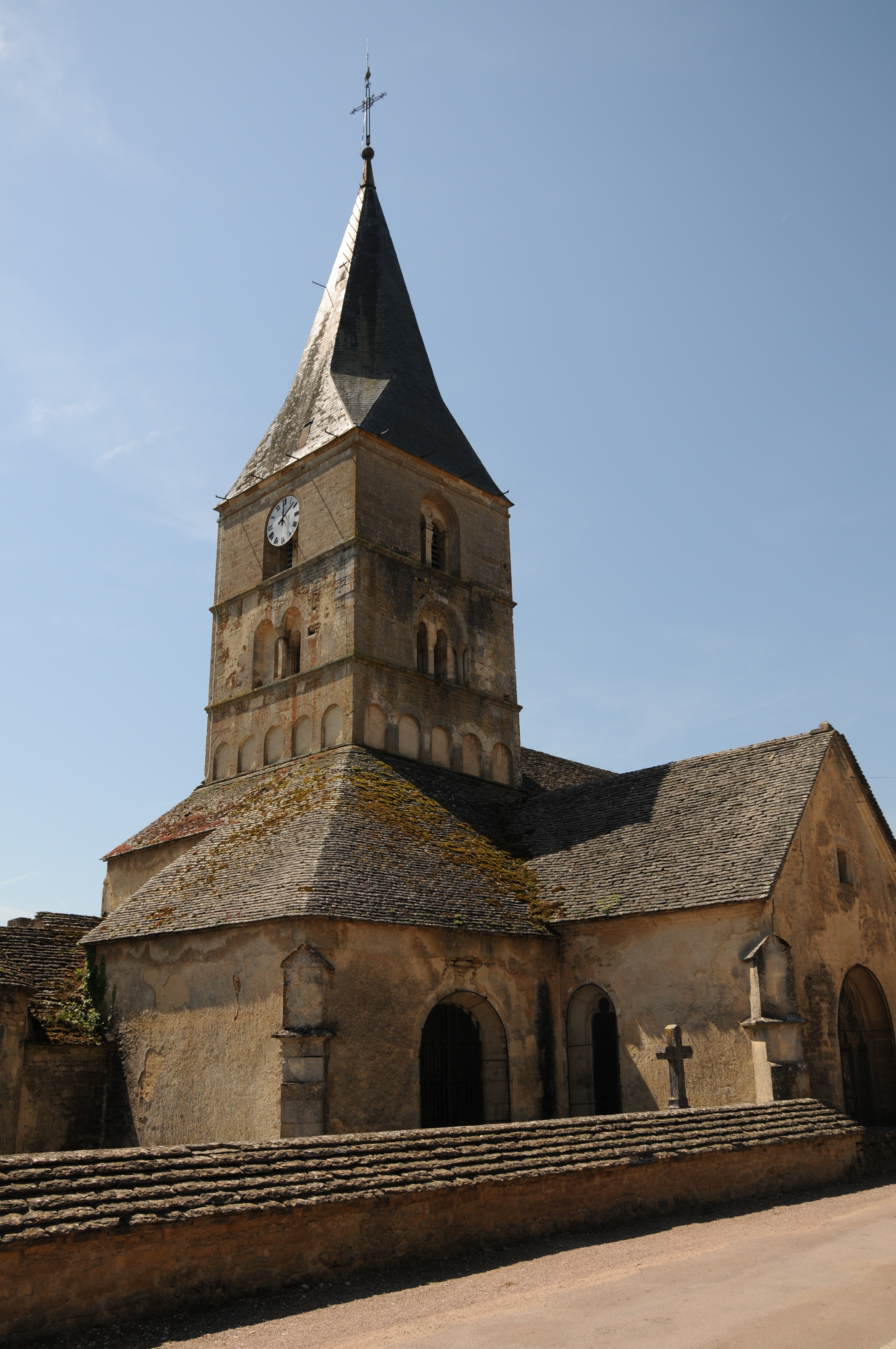
Kirche Saint-Antonin

## Bevölkerungsentwicklung
| Jahr                       | 1962 | 1968 | 1975 | 1982 | 1990 | 1999 | 2008 | 2015 |
| -------------------------- | ---- | ---- | ---- | ---- | ---- | ---- | ---- | ---- |
| Einwohner                  | 419  | 367  | 312  | 298  | 246  | 267  | 297  | 317  |
| Quellen: Cassini und INSEE |      |      |      |      |      |      |      |      |

## Sehenswürdigkeiten
- Schloss Bussy-Rabutin
- Kirche Saint-Antonin